# Cupressus torulosa
Cupressus torulosa är en cypressväxtart som beskrevs av David Don. Cupressus torulosa ingår i släktet cypresser och familjen cypressväxter.
Arten förekommer i Himalaya från Kashmirregionen över Nepal och sydvästra Kina (autonom provins Tibet) till Bhutan. Utbredningsområdet ligger 1560 till 3670 meter över havet. Cupressus torulosa hittas främst på sluttningar som är riktade mot syd samt i dalgångar. Den bildar ofta trädgrupper eller öppna skogar tillsammans med träd av släktet Juniperus. Den årliga nederbörden i regionen överstiger inte 300 mm. Trots allt är största delen av regionen norr om Himalaya för torr för arten. Endast i dalgångar nordöst om bergskedjan sträcker sig utbredningsområdet längre norrut.
Regionalt hotas beståndet av avverkningar i samband med skogsbruk. Allmänt är trädet ganska talrikt. IUCN listar arten som livskraftig (LC).

## Underarter
Arten delas in i följande underarter:
- C. t. gigantea
- C. t. torulosa

## Bildgalleri

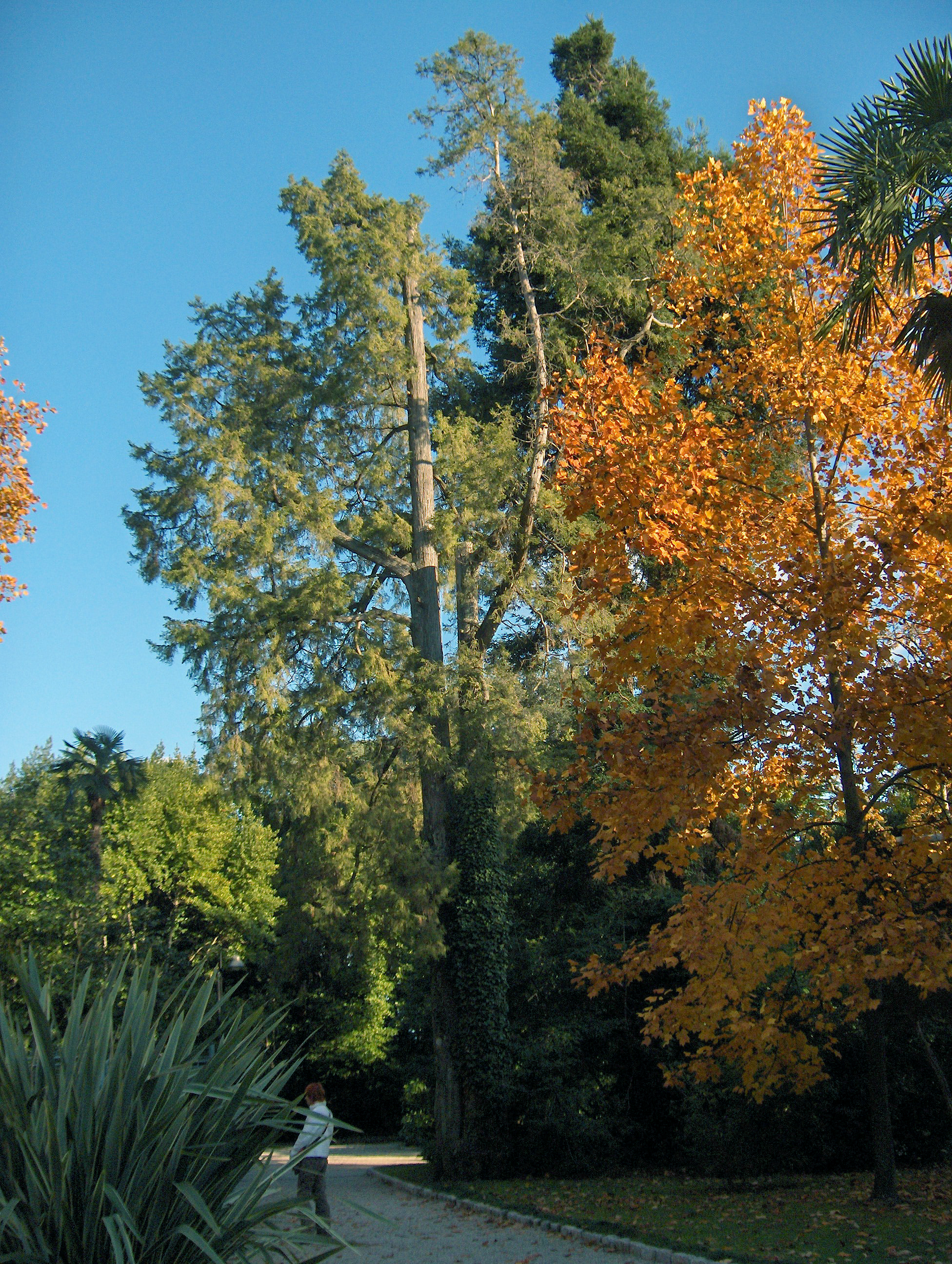
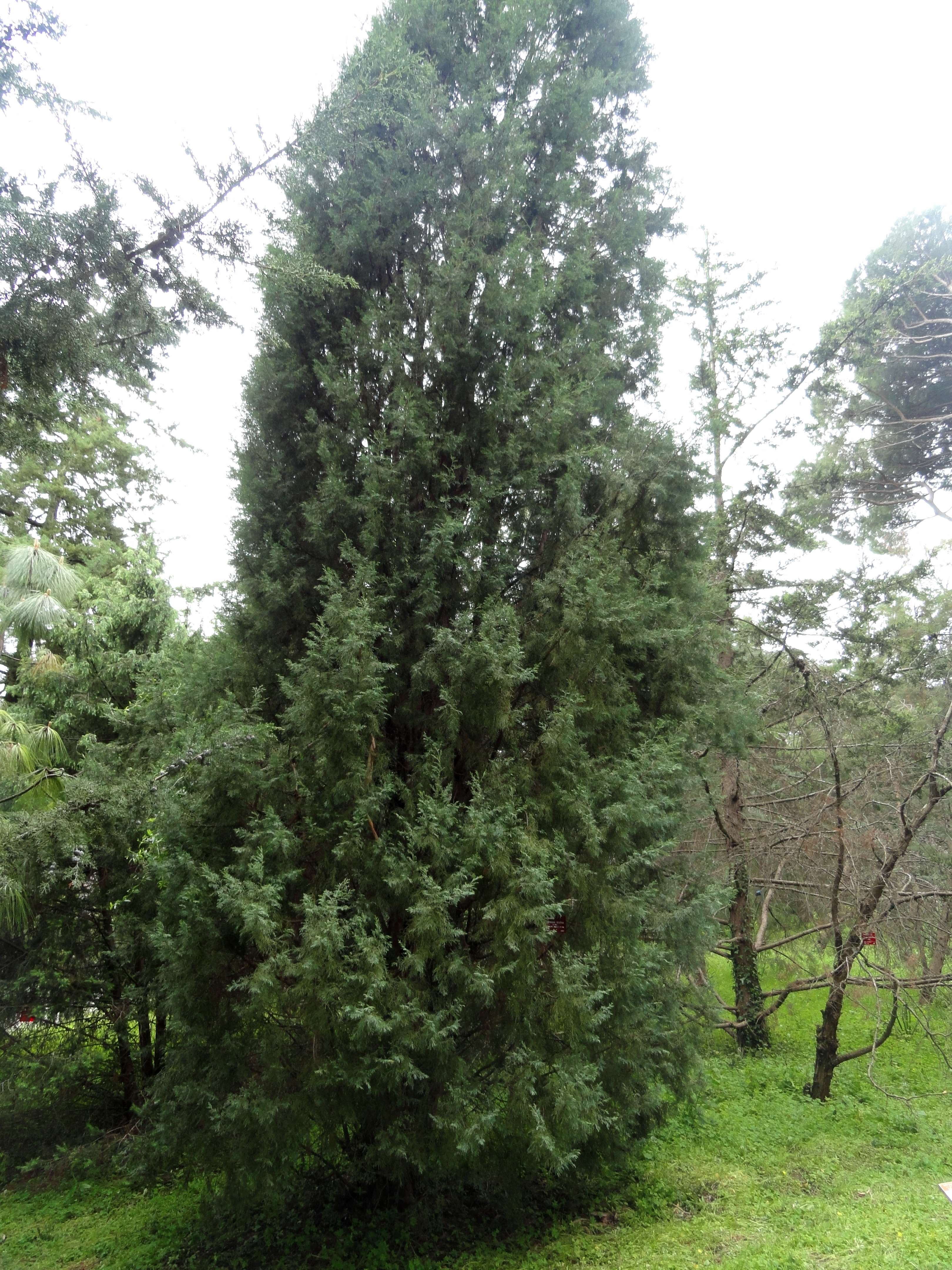
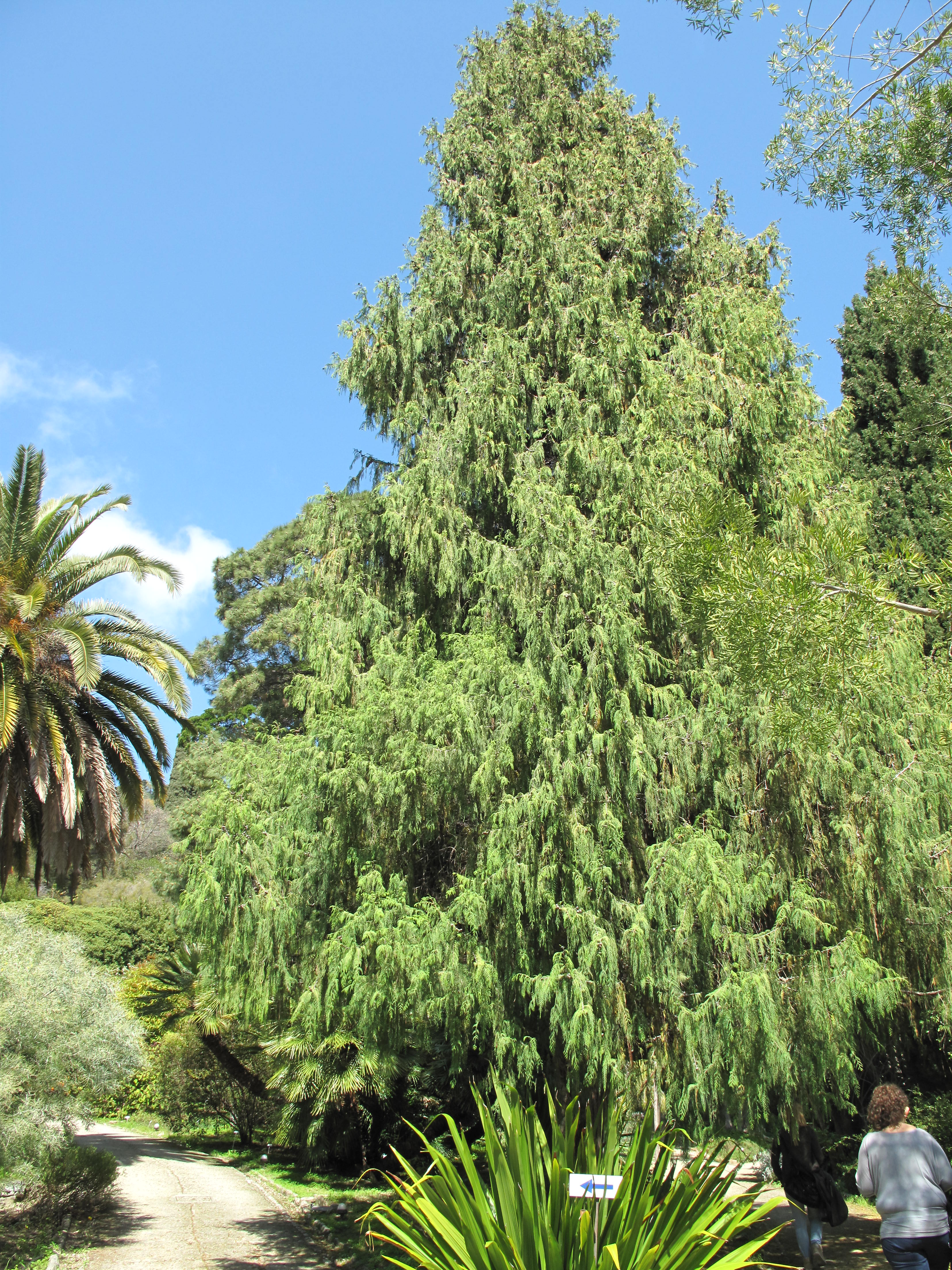
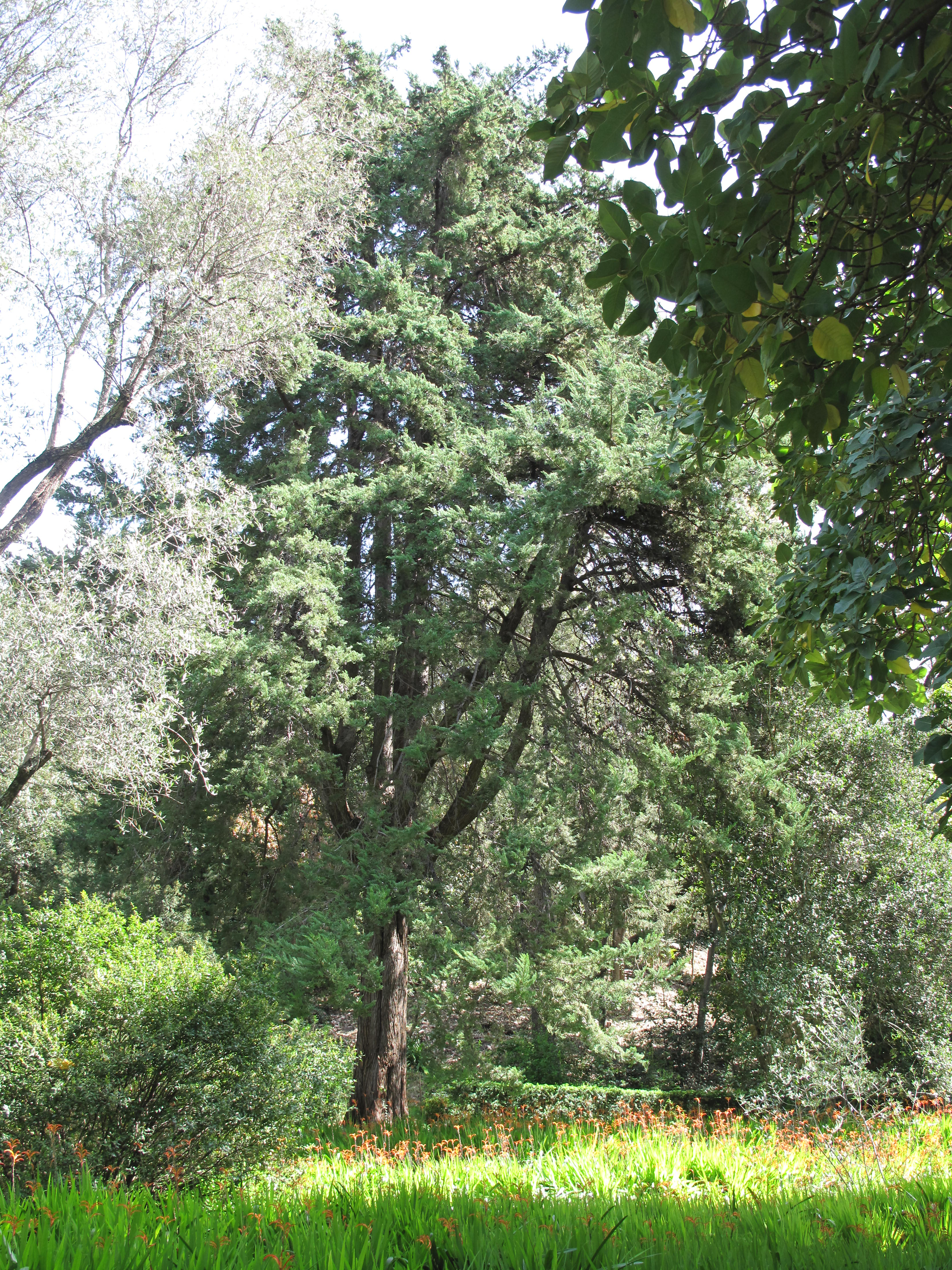